# Aldo Ducci
Aldo Ducci (Arezzo, 23 luglio 1923 – Arezzo, 22 novembre 1995) è stato un politico italiano e più volte sindaco di Arezzo.
Esponente del Partito Socialista Italiano, più volte consigliere comunale, è stato sindaco di Arezzo dal 1963 al 1966 e dal 1970 al 1990.